# 국토정보교육원
국토정보교육원(國土情報敎育院, Cadastral Training Institute)은 지적측량에 대한 전문교육을 시행하는 한국국토정보공사 소속 교육기관이다.  충청남도 공주시 사곡면 계실리(충남 공주시 사곡면 연수단지길182)에 위치하고 있다.

## 업무
- 직원 연수교육
- 유관기관 직원 및 외국 측량기술자에 대한 수탁교육
- 사이버 측량기술 교육
- 국제교류
- 산학협력

## 조직

### 국토정보교육원장
- 교수실
- 교육기획실
- 교육지원실